# Pterolophiella olivicollis
Pterolophiella olivicollis är en skalbaggsart som beskrevs av Stefan von Breuning 1952. Pterolophiella olivicollis ingår i släktet Pterolophiella och familjen långhorningar. Inga underarter finns listade i Catalogue of Life.